# WinBraille

WinBraille je počítačový program od švédské firmy Index Braille, který slouží k úpravě materiálů (texty, obrázky) pro tisk na braillské tiskárně. Umožňuje převod textů do Braillova bodového písma. Je možné použít některou z předdefinovaných braillských tabulek (popř. nadefinovat vlastní), taktéž má podporu převodu matematických textů. Novější verze umožňují převod obrázků do 2bitové formy tisknutelné na některých braillských tiskárnách, produkt obsahuje speciální grafický editor k tomuto určený.